# Phellandrium lobelii
Phellandrium lobelii är en flockblommig växtart som beskrevs av Pietro Bubani. Phellandrium lobelii ingår i släktet Phellandrium och familjen flockblommiga växter. Inga underarter finns listade i Catalogue of Life.